# Phyllachorella
Phyllachorella är ett släkte av svampar. Phyllachorella ingår i ordningen Dothideales, klassen Dothideomycetes, divisionen sporsäcksvampar och riket svampar.
|                | Coccoideaceae                              |
|                |                                            |
|                | Dothideaceae                               |
|                |                                            |
|                | Dothioraceae                               |
|                |                                            |
|                | Planistromellaceae                         |
|                |                                            |
|                | Delphinella                                |
|                |                                            |
|                | Coccochora                                 |
|                |                                            |
|                | Syrropeltis                                |
|                |                                            |
|                | Rehmiellopsis                              |
|                |                                            |
|                | Phaeocryptopus                             |
|                |                                            |
|                | Thyrospora                                 |
|                |                                            |
|                | Amylirosa                                  |
|                |                                            |
|                | Byssogene                                  |
|                |                                            |
| Phyllachorella | \| \| Phyllachorella micheliae \| \| \| \| |
|                | \| \| Phyllachorella micheliae \| \| \| \| |
|                | Placosphaeria                              |
|                |                                            |
|                | Microdothella                              |
|                |                                            |
|                | Propolina                                  |
|                |                                            |
|                | Boerlagellopsis                            |
|                |                                            |
|                | Yoshinagella                               |
|                |                                            |
|                | Pleostigma                                 |
|                |                                            |
|                | Colensoniella                              |
|                |                                            |
|                | Celosporium                                |
|                |                                            |
|                | Phyllachorella micheliae                   |
|                |                                            |

|  | Phyllachorella micheliae |
|  |                          |